# Phoenix Point
Phoenix Point es un videojuego de estrategia táctica por turnos desarrollado por el estudio independiente Snapshot Games, con sede en Bulgaria. Fue lanzado el 3 de diciembre de 2019 para macOS y Microsoft Windows, y las adaptaciones para Xbox One y PlayStation 4 se lanzaron durante el 2020 y para Stadia el 26 de enero de 2021. Phoenix Point fue pensado para ser el sucesor espiritual de la serie X-COM que fue creada originalmente por el director de Snapshot Games, Julian Gollop, durante la década de los 90s.
Phoenix Point se desarrolla en el año 2047 en una Tierra que está en medio de una invasión alienígena, con horrores lovecraftianos a punto de acabar con la humanidad. Los jugadores comienzan el juego al mando de una sola base, Phoenix Point, y enfrentan una combinación de desafíos estratégicos y tácticos mientras intentan salvarse a sí mismos y al resto de la humanidad de la aniquilación por la amenaza alienígena.
Entre batallas, los alienígenas se adaptan, a través de mutaciones evolutivas aceleradas, a las tácticas y la tecnología que los jugadores usan contra ellos. Mientras tanto, múltiples facciones de humanos perseguirán sus propios objetivos mientras compiten con los jugadores por recursos limitados en el mundo apocalíptico . La forma en que los jugadores resuelven estos desafíos puede resultar en diferentes finales del juego.

## Trasfondo
En el 2022, los científicos de la Tierra descubrieron un virus extraterrestre en el permafrost que había comenzado a derretirse. Solo alrededor del uno por ciento del genoma del virus coincidía con cualquier genoma registrado por los científicos hasta ese momento Con el nombre de Pandora virus, los seres humanos y los animales que entraban en contacto con él se  transformaban en horribles abominaciones A finales de la década de los 2020s, comenzó un apocalipsis global cuando el derretimiento de los casquetes polares liberó el virus Pandora en los océanos del mundo. El virus alienígena dominó rápidamente los océanos, transformando criaturas marinas de todos los tamaños en monstruos alienígenas híbridos capaces de arrastrarse hasta la tierra.
Los océanos se transformaron a formas alienígenas después de lo cual el Pandora virus comenzó a infectar las masas terrestres de todo el mundo con una niebla mutagénica aérea. La niebla era tanto un contaminante microbiano como un conducto que conectaba la mente colmena del Pandora virus . La humanidad no estaba preparada; todos los que no lograron llegar a un terreno elevado donde la niebla no podía llegar sucumbieron ante él Las monstruosidades de este mundo futuro están diseñadas para evocar temas de tentáculos y horrores desconocidos  familiares para los fanáticos de H. P. Lovecraft. Asimismo, las obras de John Carpenter influyeron en los temas del terror de la ciencia ficción , particularmente en relación con la niebla que oculta y crea a los monstruos alienígenas.
El juego comienza en el año 2047. La niebla alienígena y los monstruos creados por el Pandora virus han abrumado y destruido civilizaciones a nivel mundial, reduciendo los restos de la humanidad a refugios aislados que se encuentran dispersos por todo el planeta. El Pandora virus controla los océanos, contaminando toda la vida marina y ha llevado a los humanos al borde de la extinción en tierra . Varias facciones controlan los refugios de la humanidad, y cada una tiene ideas muy diferentes sobre cómo sobrevivir a la amenaza alienígena.

### Proyecto Fénix
Los jugadores comienzan el juego como el líder de una célula del Proyecto Fénix, una organización secreta de escala global. Desde el siglo XX, el Proyecto Fénix se ha preparado para ayudar a la humanidad en una época de crisis mundial. El Proyecto Fénix activa a los miembros de la célula que controla el jugador, que luego se reúnen en una base llamada Punto Fénix. La célula incluye a algunos de los mejores soldados, científicos e ingenieros que quedan en el mundo. Sin embargo, después de reunirse bajo el liderazgo del jugador, no llegan más instrucciones del Proyecto Fénix. La jugabilidad se centra en las decisiones estratégicas y tácticas de los jugadores para descubrir qué ha sucedido con el resto del Proyecto Fénix y, al mismo tiempo, intentar salvar a la humanidad de la aniquilación total. Su final, considerado el final malo, resulta en el despliegue de un contra virus para destruir el Pandora virus y todos los individuos infectados. Esto mata simultáneamente la mayor parte de la vida restante en la tierra y deja a la población humana reducida a una pequeña fracción de supervivientes. Los Discípulos de Anu se disuelven después de la muerte de su dios, Nuevo Jericó es incapaz de sobrevivir a la destrucción de su población y Synedrion también colapsa. El Proyecto Fénix queda encargada de llevar a la humanidad a un nuevo futuro, preparándose para el próximo encuentro con una especie alienígena que desea su planeta.

### Discípulos de Anu
Los Discípulos de Anu son un culto humano con creencias que sincretizan partes de las religiones abrahámicas con aspectos de los cultos del fin del mundo anteriores al Pandora virus. Su visión del mundo ve la naturaleza humana como inherentemente corrompida por la biología humana. Los Discípulos de Anu adoran a un dios alienígena, al que se refieren como "el Dios Muerto". Los cultistas ven la niebla alienígena como un castigo y una salvación. Han encontrado formas de desarrollar híbridos humanos-alienígenas. El proceso para hacerlo parece involucrar a los Discípulos exponiendo deliberadamente a humanos a la niebla de una manera que puede permitir que la inteligencia de los humanos permanezca. Los Discípulos de Anu suelen ubicar sus refugios en cuevas, y sus líderes de refugio se llaman Exarcas. Los discípulos son dirigidos con absoluta autoridad por un líder, el Exaltado, que parece exhibir mutaciones muy avanzadas y estables. A través de una alianza entre los Discípulos y el Proyecto Fénix, los Exaltados pueden ser enviados al nodo de control central del Pandora virus, asumiendo el control de la red y usándola para formar una simbiosis entre la humanidad y el Pandora virus. El Proyecto Phoenix a través del apoyo vuelve a su mandato original.

### Nuevo Jericó
Nuevo Jericó es una facción humana militarista que busca luchar directamente contra la amenaza alienígena construyendo una fuerza superior. Están dirigidos por Tobias West, 
un ex multimillonario que también es un mercenario veterano. West ganó su prominencia en la década del 2020 como director de Vanadium Inc., una empresa de tecnología y seguridad que proporcionaba escoltas a los buques portacontenedores mientras viajaban por los océanos del mundo cuando la neblina y las mutaciones de Pandoravirus comenzaron a aparecer Al ser una facción de supervivientes centrados en los seres humanos, Nuevo Jericó busca eliminar todo rastro de los extraterrestres en la Tierra. Sus líderes consideran la guerra y la tecnología militar, incluida la mejora de los humanos a través de la tecnología, como la única solución a la amenaza alienígena. Sin embargo, tienen ideas contradictorias entre ellos que amenazan con dividir su facción antes de que puedan lograr sus objetivos. Los refugios de Nuevo Jericó suelen ser fortalezas en ubicaciones industriales abandonadas o en la cima de una colina, y tienen una amplia base de fabricación de tecnología militar. Aliados con el Proyecto Fénix, colocan con éxito una baliza de orientación en el nodo de control alienígena que permite un ataque de decapitación. Con los alienígenas sin líder, la guerra cambia a favor de la humanidad y conduce a una eventual victoria. Así, toda la humanidad está unida bajo un solo gobierno, y el Proyecto Fénix recibe los recursos para continuar con su misión original y prepararse para el origen del virus Pandora.

### Synedrion
Synedrion tiene la tecnología más avanzada de todas las facciones humanas. Son ecologistas radicales que buscan construir una nueva y mejor civilización humana a partir de los restos de la antigua.  Valoran el conocimiento y buscan formar una nación global que exista en asociación tanto con sus ciudadanos como con el medio ambiente. Al ver a los extraterrestres como parte del paisaje ecológico de la Tierra, Synedrion busca coexistir con los extraterrestres mediante el uso de tecnología como una pared que puede repeler la niebla de los extraterrestres. Synedrion generalmente coloca sus refugios en plataformas elevadas de alta tecnología. En general, son una organización descentralizada que en su mayoría está interconectada a través de una filosofía compartida y redes de comunicación estables; sin embargo, los refugios que se desconectan de los demás priorizan la autosuficiencia.La toma de decisiones organizativas de Synedrion es lenta. A través de una alianza con el Proyecto Phoenix, pueden enviar un virus de comando al nodo de control alienígena, lo que les permite tomar el control del virus Pandora y usarlo para terraformar el planeta en uno que sea sosteniblemente adecuado para la raza humana. El Proyecto Fénix reanuda su mandato original.

## Jugabilidad
Phoenix Point se describe como un sucesor espiritual de X-COM. En la década de 1990, la serie de videojuegos X-COM original introdujo e integró la estrategia global y el combate táctico mediante el cual los jugadores intentan salvar la Tierra de las invasiones alienígenas. Aunque no se ha descartado un modo multijugador , una encuesta respondida por posibles jugadores se ha centrado en desarrollar Phoenix Point como un juego para un solo jugador . Las ideas novedosas incluyen hacer que los extraterrestres muten y evolucionen de manera semi-aleatoria mientras intentan adaptarse a las tácticas y la tecnología de los jugadores. En conjunto, Phoenix Point se describe como la adición de dinámicas de juego nuevas y mejoradas al género.

### Extraterrestres mutantes
En Phoenix Point, la amenaza alienígena evoluciona como parte de un sistema de juego diseñado para generar una amplia variedad de desafíos y sorpresas para los jugadores en el combate táctico. Los extraterrestres encontrados por los jugadores se generan procedimentalmente en dos niveles básicos: primero, los extraterrestres recurrirán a un grupo de partes del cuerpo disponibles e intercambiables; en segundo lugar, los extraterrestres pueden cambiar de tamaño y forma. Cuando el Pandora virus invade nuevas regiones, los animales y otros materiales biológicos encontrados, incluidos los humanos, se recombinan para aumentar el conjunto de partes del cuerpo disponibles para la creación de nuevos extraterrestres, a través de mutaciones.Por ejemplo, en África, el sistema de mutación generado por procedimientos podría mezclar el cuerpo de un león con partes del cuerpo de humanos y otros animales para crear monstruos alienígenas que se asemejen a una Esfinge
Cuando los extraterrestres ganan en combate, pueden mutar más para usar armas capturadas y otra tecnología. En contraste, los extraterrestres que son derrotados consistentemente continuarán mutando en un proceso de selección natural que imita la evolución. Por ejemplo, una mutación podría generar alienígenas con una nueva habilidad de ataque cuerpo a cuerpo o un nuevo contador defensivo para ciertos tipos de armas utilizadas por los soldados de los jugadores. Estas mutaciones son algo aleatorias; sin embargo, la IA del juego trabaja en segundo plano para encontrar mutaciones que puedan derrotar a los soldados de los jugadores descartando iteraciones que no tienen éxito Los extraterrestres continuarán evolucionando hasta que desarrollen una mutación que les permita prevalecer en la batalla. Los alienígenas con mutaciones exitosas serán desplegados en números cada vez mayores. Así, el Pandora virus responde y se adapta a las tácticas y tecnología utilizadas por los jugadores

### Facciones en competencia
Mientras que los jugadores se enfrentan a la amenaza alienígena, hay facciones humanas controladas por la IA en Phoenix Point que interactúan con el mundo del juego de forma muy parecida a los jugadores. Los Discípulos de Anu, Nuevo Jericó y Synedrion con sus ideologías en conflicto son las principales facciones no jugadoras del juego. Estas facciones controlan la mayoría de los recursos restantes del mundo. También hay refugios independientes que las principales facciones intentarán reclutar, y sus supervivientes aislados que todavía se pueden encontrar hurgando en las afueras de los refugios.
Las tres facciones principales tienen tecnologías, rasgos y relaciones diplomáticas únicas entre sí. Tienen metas a corto y largo plazo consistentes con sus ideologías y actúan para lograr estas metas. Por ejemplo, las facciones pueden trabajar para expandir y desarrollar sus refugios mientras los jugadores hacen lo mismo.  Los jugadores pueden obtener tecnología única de las otras facciones mediante la conquista o el comercio. Cada una de las tres facciones principales también tiene secretos que pueden ayudar a resolver la amenaza alienígena.
Las facciones principales ofrecen tres formas diferentes en las que los jugadores pueden terminar el juego. Los jugadores pueden aliarse con solo una de las principales facciones. Por lo tanto, los jugadores no pueden obtener todas las tecnologías y secretos de todas las facciones que no son jugadores en la misma partida. Los jugadores deben elegir un camino narrativo del juego que bloquea otras opciones Esto significa que los jugadores no pueden acceder a todas las formas de derrotar a los alienígenas en una sola campaña.

### Estrategia mundial
El mundo de cada campaña de Phoenix Point se puebla mediante la generación procedimental. Solo para sobrevivir, los jugadores necesitan localizar y adquirir recursos escasos y tomar decisiones estratégicas inteligentes sobre cómo obtienen y utilizan los recursos Los jugadores no tienen un alcance global inicialmente, por lo que tendrán que expandirse cuidadosamente. La forma en que los jugadores adquieren recursos puede tener ramificaciones dinámicas para sus relaciones con las facciones humanas que no son jugadores. Los jugadores pueden entablar hostilidades abiertas con otros refugios al atacarlos en busca de recursos o conquistar sus bases.
Los jugadores pueden explotar los conflictos de otras facciones a través de secuestros, sabotajes, asesinatos y golpes militares. Los jugadores también pueden buscar opciones más diplomáticas, como mediar en conflictos entre facciones, defender refugios de ataques de extraterrestres o facciones rivales, formar alianzas o comerciar La escasez de recursos obliga a los jugadores a lidiar con las facciones que no son jugadores de una forma u otra, o de lo contrario las facciones se ocuparán de los jugadores. La forma en que los jugadores elijan interactuar con otras facciones determinará sustancialmente la narrativa que los jugadores experimenten en su juego. Mientras tanto, las facciones que no son jugadores luchan o se alían entre sí independientemente de lo que hagan los jugadores. Los jugadores pueden interactuar con facciones que no son jugadores como en un videojuego 4X de la serie Civilization .
Al tomar decisiones estratégicas, los jugadores utilizan una interfaz de usuario estratégica con forma de globo llamada Geoscape. Geoscape es una versión más compleja de las interfaces de usuario estratégicas utilizadas en juegos anteriores de X-COM . El Geoscape sirve como nexo para que los jugadores monitoreen su exploración y tomen decisiones sobre operaciones estratégicas, desarrollo y relaciones con otras facciones humanas. Los jugadores usan el Geoscape para rastrear la propagación de la niebla del Pandora virus, que se correlaciona con la actividad alienígena. Los jugadores también usan el Geoscape para desplegar escuadrones de soldados en misiones de combate táctico en diferentes lugares repartidos por todo el mundo Por ejemplo, las ubicaciones de las misiones podrían ser refugios de otras facciones, sitios de recolección de recursos abandonados en infraestructura militar o civil abandonada, campamentos alienígenas, bases de jugadores y otras instalaciones del Proyecto Fénix . Los jugadores incluso tienen misiones en las que los soldados deben aventurarse a lomos de caminantes terrestres alienígenas del tamaño de una ciudad mientras los gigantescos monstruos se mueven y tratan de deshacerse de los soldados de los jugadores.

### Combate táctico
Los entornos de misiones de combate táctico se generan mediante generación procedimental y son destructibles. Los soldados pueden desplegarse en misiones de combate con una gran variedad de armas, incluidos lanzallamas, armas químicas y explosivos ordinarios. Con la tecnología adecuada, los jugadores pueden desplegar drones aéreos y terrestres. Los jugadores también pueden obtener acceso a vehículos con opciones de personalización que sus soldados pueden llevar a la batalla para el apoyo de armas pesadas y transporte táctico. Los jugadores pueden desplegar escuadrones de cuatro a, aproximadamente, dieciséis soldados, aunque los límites en el tamaño del escuadrón están determinados principalmente por la disponibilidad de soldados sanos y la capacidad de transporte de los jugadores Mientras los jugadores intentan derrotar a sus enemigos humanos o alienígenas en combate, los enemigos tienen sus propios objetivos. Por ejemplo, los enemigos que atacan un refugio o una base buscarán e intentarán destruir sus elementos funcionales vitales.  Los extraterrestres también intentarán matar, comer o secuestrar a los civiles que encuentren en el campo de batalla.  Si los jugadores asaltan una instalación enemiga, los soldados pueden usar el sigilo para evitar alertar al enemigo de su presencia; sin embargo, una vez alertados, los enemigos buscarán y atacarán a los soldados.
El combate ocurre a través de movimientos por turnos que involucran opciones tácticas que son similares a las que se encuentran en los juegos X-COM . Cada soldado tiene dos acciones básicas que realizar en un turno, como moverse y disparar un arma El fuego de un arma que no alcance su objetivo impactará en otra cosa y potencialmente herirá o dañará lo que impacte Las acciones básicas se pueden extender en dos circunstancias: primero, si se detecta a un enemigo durante una acción de movimiento, entonces el soldado se detiene para que el jugador pueda elegir reaccionar disparando o moviéndose; en segundo lugar, los soldados tienen acciones especiales que se suman a lo que pueden hacer en un turno. Entre los ejemplos de acciones especiales disponibles para los soldados se incluyen las opciones de vigilancia y respuesta al fuego. El fuego de respuesta permite a las unidades tomar represalias contra el fuego de armas enemigas con sus propias armas de fuego.
Los soldados tienen un atributo de fuerza de voluntad que determina cuántos "puntos de voluntad" tiene un soldado. Los soldados gastan puntos de voluntad para tomar acciones especiales. Los soldados pierden puntos de voluntad por las heridas, la muerte de un compañero, el encuentro con un monstruo espantoso y los ataques enemigos especiales. Un soldado cuyos puntos de voluntad caen por debajo de cero puede entrar en pánico o perder la cordura La fuerza de voluntad y los puntos de voluntad se relacionan con un sistema en Phoenix Point donde el combate puede infligir lesiones físicas e incluso psicológicas duraderas a los soldados. Si bien los soldados pueden resultar heridos, discapacitados y quedar inconscientes en la batalla, es difícil matarlos. La muerte permanente de los soldados, también llamada "permadeath" , no es una preocupación importante para los jugadores. Las lesiones que sufren los soldados e incluso las experiencias ordinarias de la batalla pueden provocar adicciones a las drogas, discapacidades físicas permanentes o incluso locura que obligará a los jugadores a investigar nuevas tecnologías para rehabilitarse
Durante las misiones de combate, los jugadores se enfrentan a una amplia variedad de enemigos, incluida una variedad de alienígenas en evolución. Algunos de los enemigos más desafiantes que los jugadores eventualmente enfrentan son jefes alienígenas del tamaño de un autobús. Por ejemplo, un jefe alienígena se llama Reina Cangrejo. Entre sus habilidades, una Reina Cangrejo es capaz de crear una niebla microbiana que revela a los alienígenas en el campo de batalla a los soldados que ingresan y que puede mejorar o revivir a los alienígenas; esta niebla crea una niebla literal de guerra que trabaja activamente para ventaja a los extraterrestres en la batalla y refuerza los temas de terror del juego. Una Reina Cangrejo también puede generar nuevos alienígenas durante el combate que rápidamente se convertirán en amenazas para los soldados en el campo de batalla. Tales habilidades de los extraterrestres a menudo están restringidas al uso de partes particulares del cuerpo que pueden ser atacadas por armas y, por lo tanto, la selección de objetivos tácticos puede ayudar a los jugadores a derrotar a los jefes alienígenas gigantes Las primeras capturas de pantalla de un prototipo de juego muestran que Phoenix Point tiene un sistema de orientación que funciona de manera similar al VATS utilizado en Fallout. Este sistema de orientación proporciona una selección más amplia de opciones tácticas que los jugadores pueden hacer en combate para derrotar a enemigos difíciles. Por ejemplo, un soldado puede apuntar a la garra de un jefe alienígena para desactivar un ataque cuerpo a cuerpo, un brazo para desactivar un arma o un órgano que le da al jefe alienígena una habilidad especial.  Estas opciones tácticas permiten a los jugadores luchar contra adversarios que pueden ser significativamente más duros que los que se encuentran en los juegos X-COM más tradicionales.

## Desarrollo
Julian Gollop y David Kaye fundaron Snapshot Games para crear Chaos Reborn, una versión moderna del propio Chaos: The Battle of Wizards de 1985 de Gollop, que lanzaron el 26 de octubre de 2015. Menos de seis meses después, el 18 de marzo de 2016, Gollop usó Twitter para proporcionar el primer avance del desarrollo de Phoenix Point. Un equipo de ocho desarrolladores de Snapshot Games dirigidos por Gollop trabajó en el diseño y producción del juego durante el próximo año. Con Phoenix Point, Gollop regresó al género X-COM que creó
Después de invertir 450.000 dólares en este primer año de desarrollo, Snapshot Games lanzó una campaña de financiación colectiva de Fig para obtener los 500.000 dólares que habían presupuestado para completar el juego. En Bulgaria, donde tiene su sede el estudio, los costos de desarrollo de videojuegos son aproximadamente un tercio de lo que son en los Estados Unidos.La campaña finalizó con éxito el 7 de junio de 2017, recaudando $ 765,948 de 10,314 contribuyentes. Dando crédito al éxito de la campaña, Snapshot Games anunció al día siguiente que habían contratado a cuatro desarrolladores y planeaban hacer crecer su equipo para incluir alrededor de treinta a finales de año.
Inicialmente, se esperaba que Phoenix Point se lanzara en el cuarto trimestre de 2018 a través de Steam y GOG para plataformas Microsoft Windows, macOS y Linux . Snapshot Games tiene como objetivo vender al menos un millón de copias de Phoenix Point. Gollop estableció este objetivo basándose en su confianza en la calidad del juego que se estaba desarrollando y en su convicción de que existe un gran interés en otro juego X-COM de su creador.
Si bien inicialmente se anticipó su lanzamiento en el cuarto trimestre de 2018, Snapshot Games anunció en mayo de 2018 que el título estaba programado para lanzarse hasta fines de 2019, para darles más tiempo para integrar adecuadamente la gran cantidad de contenido de su equipo en el juego. Gollop dijo en mayo de 2018: "Cuando lanzamos nuestra campaña de financiación colectiva para Phoenix Point en mayo de 2017, esperábamos que el juego fuera bien recibido. Pero lo que ha sucedido desde entonces ha sido fenomenal, con pedidos anticipados cada vez más fuertes y una gran cobertura de prensa. Las expectativas de la gente son más altas, nuestro equipo está creciendo y Phoenix Point se ha convertido en un juego más grande "
Si bien inicialmente se anticipó su lanzamiento a través de Steam y GOG, Snapshot Games anunció un acuerdo de exclusividad de un año con Epic Games Store para Microsoft Windows y macOS con un año de DLC gratuito para sus patrocinadores o un reembolso completo a más tardar 12 de abril de 2019. Según un informe de uno de los inversores de Fig del juego, el acuerdo de exclusividad de Epic Games Store se estimó en unos 2,25 millones de dólares estadounidenses. Gollop afirmó que los fondos adicionales del acuerdo de exclusividad ayudarían a asegurar un lanzamiento sin problemas y respaldarían mejor el contenido posterior al lanzamiento.

### Equipo de desarrollo
Julian Gollop, diseñador original de X-COM: UFO Defense y X-COM: Apocalypse, es el líder creativo de Phoenix Point. La música del juego está compuesta por John Broomhall, quien había trabajado en X-COM: UFO Defense, X-COM: Terror from the Deep y X-COM: Apocalypse. 
Entre los artistas del juego se encuentran Svetoslav Petrov, que dibuja e ilustra el arte conceptual; Aleksandar Ignatov, que esculpe el arte conceptual en plastilina  como base para la representación de modelos informáticos en 3D; Samuil Stanoev, que crea modelos informáticos en 3D; y Borislav Bogdanov, director de arte del juego. Petrov y Bogdanov trabajaron previamente en roles artísticos similares en el desarrollo de Chaos Reborn. 
El contenido narrativo y la ambientación son desarrollados por los escritores Allen Stroud y Jonas Kyratzes. Stroud proporcionó la creación de mundos y la creación de novelas para otros juegos, Chaos Reborn y Elite: Dangerous. Kyratzes proporcionó la redacción de la historia y la premisa de The Talos Principle que se destacó por ser tan responsable de su éxito como de su mecánica de juego.

### Inspiraciones de diseño
Con un mundo abierto en el que múltiples facciones humanas controladas por IA actúan según sus propias agendas, el propio X-COM: Apocalypse (1997) de Gollop proporcionó un ejemplo fundamental del tipo de juego estratégico que Gollop desarrolló para Phoenix Point. Al diseñar mejoras a los sistemas de juego estratégicos que Gollop desarrolló en la década de 1990, Gollop buscó agregar una visión de gran estrategia Sus planes para Phoenix Point toman prestado de los grandes videojuegos de estrategia con elementos de generación procedimental y jugabilidad emergente como Crusader Kings II  Alpha Centauri de Sid Meier influyó de manera similar en cómo Gollop planea desarrollar más dinámicas similares a 4X en los aspectos de estrategia de mundo abierto de Phoenix Point.
En cuanto al combate, el reinicio de X-COM de 2012, XCOM: Enemy Unknown, de Firaxis Games y su secuela, XCOM 2, inspiran el sistema de combate táctico por turnos y la interfaz de usuario que se encuentran en Phoenix Point.  En particular, la presentación visual de las misiones de combate táctico se parece a estos juegos X-COM de la década de 2010; sin embargo, la mecánica de juego táctica subyacente continuó inspirándose en el juego X-COM original de Gollop de 1994, X-COM: UFO. Defensa. Phoenix Point también se inspira en la serie de videojuegos Fallout sobre cómo los jugadores pueden apuntar a partes específicas del cuerpo de los enemigos durante el combate

### Historias de saber popular
Los escritores de Phoenix Point , Allen Stroud y Jonas Kyratzes, escribieron historias cortas que ayudan a establecer el trasfondo y los temas narrativos del juego.
Otros escritores que contribuyeron con historias incluyen a ThomasTurnbull-Ross y Chris Fellows. Con estas historias, los escritores buscan desarrollar el mundo distópico en el que Phoenix Point ocurre con historias de personas de todo el mundo que experimentan diferentes aspectos de la invasión alienígena en varios puntos en los años previos al inicio del juego en 2047.
Snapshot Games hizo que muchas de estas historias estuvieran disponibles de forma gratuita en el sitio web oficial del juego. También planea publicar un compendio de historias de Phoenix Point para su publicación en formato de libro electrónico e impreso.
| Anunciado               | Historia                     | Escritor       | Descripción | Cita   |
| ----------------------- | ---------------------------- | -------------- | --- | ------ |
| 25 de junio de 2017     | Discípulos de Anu            | Kyratzes       | Análisis del Proyecto Fénix sobre los Discípulos de Anu.                                                                             | [ 52 ] |
| 26 de junio de 2017     | Nuevo Jericó                 | Stroud         | Análisis del Proyecto Phoenix sobre Nuevo Jericó.                                                                                    | [ 53 ] |
| 26 de junio de 2017     | Synedrion                    | Stroud         | Análisis del Proyecto Phoenix sobre Synedrion.                                                                                       | [ 54 ] |
| 27 de junio de 2017     | El Viejo del Mar             | Stroud         | Historia en primera persona de una mujer en 1995 y la herencia de su abuelo.                                                         | [ 55 ] |
| 28 de junio de 2017     | La Escotilla                 | Kyratzes       | Transcripción de la audiencia sobre la misión del Proyecto Fénix de 1973 a la Luna.                                                  | [ 56 ] |
| 29 de junio de 2017     | La Tumba del Fénix           | Kyratzes       | Relato en primera persona de una expedición en 1937 a una isla frente a la costa de la Antártida.                                    | [ 57 ] |
| 30 de junio de 2017     | Lejos ahí afuera             | Kyratzes       | Transcripción de una deposición a los investigadores del Proyecto Phoenix de EE. UU. En 1978.                                        | [ 58 ] |
| 1 de julio de 2017      | Reclutamiento                | Stroud         | Historia en primera persona de un veterano militar discapacitado al que se le acercó un reclutador de Vanadium Inc.                  | [ 59 ] |
| 2 de julio de 2017      | El Curador                   | Turnbull-Ross  | Extracto de registros árabes traducidos de la oficina de un curador en un museo naval en Egipto.                                     | [ 60 ] |
| 3 de julio de 2017      | El Ídolo Reclamado           | Stroud         | Historia en primera persona de un excursionista europeo y su guía que se encuentran con una estructura en una selva tropical.        | [ 61 ] |
| 4 de julio de 2017      | Fragmentos de Conocimientos  | Stroud         | Historia en primera persona que comienza con un hombre que se despierta en un baño público sin recordar su identidad.                | [ 62 ] |
| 5 de julio de 2017      | Hafgufu                      | Turnbull-Ross  | Transcripción de una grabación de voz traducida del noruego.                                                                         | [ 63 ] |
| 6 de julio de 2017      | Semper Fidelis               | Kyratzes       | Cuenta en primera persona de un infante de marina que se ha unido al Proyecto Fénix.                                                 | [ 64 ] |
| 7 de julio de 2017      | Hanamaru Sushi               | Socios         | Historia en primera persona de una persona que trabaja en un restaurante de sushi con cinta transportadora .                         | [ 65 ] |
| 8 de julio de 2017      | Códigos de lanzamiento       | Stroud         | Historia en primera persona de un hombre que trabajaba en una base militar de la India en 2032.                                      | [ 66 ] |
| 9 de julio de 2017      | El Segundo Paso              | Kyratzes       | Historia en primera persona de un periodista que viaja a Moscú con científicos que estudian el virus alienígena.                     | [ 67 ] |
| 10 de julio de 2017     | Robo de almas                | Stroud         | Historia en primera persona de un turista inglés en Bulgaria.                                                                        | [ 68 ] |
| 11 de julio de 2017     | Hacia la Libertad            | Kyratzes       | Historia en primera persona desde la perspectiva de varias personas en Atenas a medida que avanza la niebla alienígena.              | [ 69 ] |
| 12 de julio de 2017     | Heraldo                      | Stroud         | Historia en primera persona de un sobreviviente de cáncer en la Nueva República Americana.                                           | [ 70 ] |
| 13 de julio de 2017     | Dotada                       | Turnbull-Ross  | Transcripción de un diario traducido del español encontrado en una cueva en la costa argentina.                                      | [ 71 ] |
| 24 de agosto de 2018    | La Leyenda de Fort Bacon     | Kyratzes       | Historia del teniente Daniel Stoller y cómo llegó a ser encarcelado por Nuevo Jericó.                                                | [ 72 ] |
| 24 de agosto de 2018    | Poniendo Balas en Monstruos  | Kyratzes       | Historia de J. P. Richter, bajo custodia de Nuevo Jericó.                                                                            | [ 73 ] |
| 24 de agosto de 2018    | El Interrogatorio            | Stroud         | Historia del encuentro de la teniente Irina Petyaeva con el sujeto 16.                                                               | [ 74 ] |
| 24 de agosto de 2018    | Pesado                       | Stroud         | Historia del cabo Isaiah Thomson después de su encuentro con el teniente Petyaeva.                                                   | [ 75 ] |
| 24 de agosto de 2018    | "Mire, El Hombre"            | Kyratzes       | Biografía de Tobias West. | [ 76 ] |
| 9 de octubre de 2018    | Aquellos que nos han dejado  | Stroud         | Fragmentos de texto sobre un brote de Pandora virus 2025 en Valencia, España.                                                        | [ 77 ] |
| 17 de octubre de 2018   | La Nube                      | Stroud         | Un informe de noticias de 2027 de una extraña nube orgánica que aparece sobre el Pacífico Sur.                                       | [ 78 ] |
| 11 de octubre de 2019   | La Neblina                   | Alex Rinehart  | Un hombre se encuentra con una extraña niebla camino al trabajo en 2029.                                                             | [ 79 ] |
| 25 de octubre de 2019   | Ostras                       | Andrew Cheyne  | Una comida de aniversario sale horriblemente mal.                                                                                    | [ 80 ] |
| 22 de noviembre de 2019 | La Esperanza muere al ultimo | Jude Reid      | Una madre que ha perdido a su bebé se une a un bebé infectado y a su hermana mayor.                                                  | [ 81 ] |
| 22 de noviembre de 2019 | Última Entrada               | Michael O'Neal | Un músico, infectado con el Pandora virus, habla sobre lo que recuerda de su vida anterior mientras sucumbe gradualmente.            | [ 82 ] |
| 2 de diciembre de 2019  | Campana de Cierre            | Ian Wilkes     | Los operadores del mercado de valores ven las noticias mientras se desarrolla ante sus ojos el incidente de “El gran huevo” de 2026. | [ 83 ] |

## Recepción
Tras su lanzamiento, Phoenix Point recibió críticas "mixtas o promedio" de los críticos de Microsoft Windows, con una puntuación promediada del 74% en Metacritic.
IGN revisó que el juego estaba "en un estado que todavía se siente muy experimental y sin refinar".
Polygon escribió que el juego se sentía "desequilibrado", era "entre oneroso y aburrido" y que las batallas tácticas eran "simplemente abismales".
The Guardian también sintió que al juego le faltaban muchas cosas en comparación con X-COM.
PC Gamer comentó que el juego estaba lleno de ideas interesantes, pero que también estaba lleno de errores y su estado era un desastre
Strategy Gamer de Network N dijo que el juego "carece de carácter" en comparación con XCOM y "no parece haber encontrado ese toque humano que hizo que la versión de Firaxis fuera tan atractiva"